# STS-67
إس تي إس-67 (بالإنجليزية: STS-67)‏ الرحلة الثامنة والستون ضمن برنامج مكوك الفضاء لوكالة ناسا، والرحلة الثامنة على متن مكوك الفضاء إنديفور، انطلقت الرحلة في 2 مارس 1995 من مركز كينيدي للفضاء ، وهبطت بتاريخ 18 مارس في قاعدة إدواردز الجوية، بعد ستة عشر يوماً مكثتها الرحلة في الفضاء، خصصت الرحلة لجمع معلومات فلكية لمناطق الطيف فوق البنفسجية، بلغ عدد الرواد المشاركين في الرحلة سبعة رواد.